# 黃雙如
黃雙如，香港飲食作家，香港律師，已故建築商鄧鏡波的外孫女。
黃雙如於香港大學法律系畢業，在英國倫敦大學取得法律系碩士，曾擔任律師及投資顧問等工作，亦曾在香港報章撰寫與法律及投資有關的專欄。由於其家族對飲食有研究，她亦對煮食有興趣，因此轉為在報章雜誌，如《壹周刊》撰寫飲食專欄，教授烹飪技巧。其作品集結成多本書籍。她亦曾在2001年3月於中環開設高檔飲食雜貨店「有食緣」，售賣西班牙火腿等高級食品；亦曾在無綫電視主持飲食節目《日日有食神》。
2006年11月，黃雙如推出英文烹飪書籍《Life is a Banquet》，邀請品牌上海灘創辦人鄧永鏘為其新書寫序。支持者亦包括前律政司司長梁愛詩及香港終審法院首席大法官李國能。

## 作品
- 《雙如談食》 (1-9)
- 《Life is a Banquet》

## 資料來源
- 雙如談食 （页面存档备份，存于）
- 黃雙如出食譜好友捧場 (明報，2006年11月2日)
- Yilan 美食生活玩家 （页面存档备份，存于）
- 鄧鏡波學校每月簡訊2003年2月 （页面存档备份，存于）

2009年6月15日，百利恆飲食服務公司(學校小賣部)發出高等法院傳訊令狀(Writ of Summons案件# HCA 1397/2009)控告李錦鴻校長及邓镜波学校並提出侵權申索。
- 明報生活消閑[永久]

## 外部連結
- 日日有食神 （页面存档备份，存于）
- 澳門品報的「香港博客」專欄 （页面存档备份，存于）